# Овен Артур
Овен Симор Артур (Бриџтаун, 17. октобар 1949 — Бриџтаун, 27. јул 2020) био је барбадоски политичар који је обављао функцију премијера Барбадоса од 1994. до 2008. године.
Био је вођа Барбадоске лабуристичке партије, са којом је победио на изборима у септембру 1994. Победу је потврдио и на изборима у јануару 1999. и 2003. године. У јануару 2008. на месту премијера га је заменио Дејвид Томпсон.
По занимању је био дипломирани економиста и историчар. Магистрирао је економију 1974. године. 1993.